# Агарунов Альберт Агарунович
Агару́нов А́льберт Агару́нович (азерб. Albert Aqarunoviç Aqarunov, 25 квітня 1969 року — 8 травня 1992 року) — азербайджанський танкіст, Національний Герой Азербайджану

## Біографія
Альберт Агарунов народився 25 квітня 1969 року в Аміраджани (Сураханський район, Баку). За національністю — гірський єврей. Після закінчення восьми класів школи № 154 в сел. Аміраджани він вступив в Середнє професійне технічне училище № 1 Азізбековського району, після закінчення якого отримав спеціальність тракториста-водія. Агарунов вчився також в музичній школі по класу труби. Пропрацювавши токарем на машинобудівному заводі, він в 1987 році був покликаний в ряди Радянської армії і, пройшовши службу в Грузії курсантом в навчальному підрозділі, отримав звання молодшого сержанта, після чого був призначений командиром танка. Після армії працював на Сураханськом машинобудівному заводі.

## Карабаська війна
З початком Карабаської війни Агарунов вирушив добровольцем на фронт, оскільки вважав, що «воює за землю, на якій народився». В ході бойових дій, згідно з даними з азербайджанських джерел, у напрямі Степанакерта, Дашалти, Джаміллі ним було знищено значну кількість живої сили і бронетехніки супротивника. Призначений командиром танка, Агарунов був спрямований в Шушу.

## Останній бій
Рано вранці 8 травня 1992 року Альберт Агарунов за наказом командира танкового підрозділу А. Касумова вступив у свій останній бій на околиці Шуші. Незабаром екіпаж Агарунова підбив другий танк ворога. Міняючи позицію, Агарунов помітив на землі, прямо перед своїм танком, тіла загиблих у бою однополчан. Альберт вибрався з бойової машини, щоб перенести їх убік. Добігши до убитих, він почав переносити їх і у цей момент був убитий кулею вірменського снайпера. Після його загибелі азербайджанські танкісти називали свої бойові машини «Альберт».

## Пам'ять
Наказом президента Азербайджанської Республіки № 833 від 7 червня 1992 року Агарунову Альберту Агаруновичу було присвоєно звання Національного Героя Азербайджану (посмертно). Похований на Алеї шахідів у Баку. Бакинська середня школа № 154, яку закінчив Альберт Агарунов, носить його ім'я. У школі відкритий куточок героя, в якому завжди стоять живі квіти, усі шкільні заходи, — мітинги, збори і т. д. — проводяться біля бюста героя.

## Нагороди
- Азербайджан — національний герой Азербайджану (1992)
- Азербайджан — орден Азі Асланова (2016)